# Phyllophila orientalis
Phyllophila orientalis är en fjärilsart som beskrevs av Embrik Strand 1917. Phyllophila orientalis ingår i släktet Phyllophila och familjen nattflyn. Inga underarter finns listade i Catalogue of Life.